# 碘化亚铬
碘化亚铬是一种无机化合物，化学式为CrI2。

## 制备
碘化亚铬可由铬和碘的化合反应制备：
Cr + I2 → CrI2
三碘化铬用氢气还原，也能得到碘化亚铬：
2 CrI3 + H2 → 2 CrI2 + 2 HI